# سيرغي ألكسييف
سيرغي ألكسييف (بالرومانية: Serghei Alexeev)‏ (مواليد 31 مايو 1986 في الاتحاد السوفييتي) لاعب كرة قدم مولدوفي دولي يجيد اللعب في خط الهجوم . يلعب حاليا لصالح نادي آراو السويسري منذ 2009 .

## روابط خارجية
- سيرغي ألكسييف على موقع الاتحاد الدولي (مؤرشف)  (الإنجليزية)
- سيرغي ألكسييف على موقع الاتحاد الأوربي (الإنجليزية)
- سيرغي ألكسييف على موقع اتحاد أوكرانيا (الإنجليزية)
- سيرغي ألكسييف على موقع قاعدة بيانات كرة القدم.إي يو (الإنجليزية)
- سيرغي ألكسييف على موقع ناشيونال فوتبول تيمز (الإنجليزية)
- سيرغي ألكسييف على موقع Soccerway.com (الإنجليزية)
- سيرغي ألكسييف على موقع كووورة